# Podstolice (Petite-Pologne)
Pour les articles homonymes, voir Podstolice.
Podstolice est une localité polonaise de la gmina et du powiat de Wieliczka en voïvodie de Petite-Pologne.